# Lend a Paw
Lend a Paw (Salvamento gatuno en países hispanoablantes; también conocido como Échame una pata en España) es un cortometraje animado de 1941 producido por Walt Disney Productions y dirigido por Clyde Geronimi. Se trata de un remake en color del cortometraje Mickey's Pal Pluto (1933). La animación estuvo a cargo de George Nicholas, Ken Muse, Nick Nichols, Bill Sturm, Eric Gurney, Norman Tate, Chick Otterstrom, Morey Reden y Emory Hawkins. Ganó un premio Óscar en la categoría de mejor cortometraje animado, siendo el noveno producido por Disney en obtener aquel galardón.

## Trama
La historia está protagonizada por Pluto, quien rescata a un gato de morir ahogado en un río. El gato sigue a Pluto a su casa donde es recibido por Mickey Mouse, despertando los celos del perro. En ese momento aparecen un ángel y un diablo, que representan la conciencia de Pluto; mientras el ángel le aconseja ser amable con el gato, el diablo lo convence de hacer todo lo necesario para que el gato se vaya de la casa. Al final del cortometraje el gato cae a un pozo, siendo rescatado por Pluto. Sin embargo, después de hacer esto el perro cae también al pozo, siendo esta vez rescatado por Mickey, quien lo trata como un héroe.